# Капустин, Юрий Николаевич (партийный деятель)
Юрий Николаевич Капустин (род. 1931) — советский хозяйственный, государственный и политический деятель.

## Биография
Родился в 1931 году в Орехово-Зуеве. Член КПСС.
В 1949—1951 — механик завода синтетического каучука в Темиртау.
В 1951—1953 — военнослужащий Советской Армии.
В 1953—1973 — слесарь, мастер, механик, начальник цеха, секретарь парткома, начальник цеха, секретарь парткома, заместитель директора по капитальному строительству, директор завода «Карболит».
В 1973—1977 — первый секретарь Орехово-Зуевского горкома КПСС.
В 1977—1980 — заведующий отделом плановых и финансовых органов Московского обкома КПСС.
В 1980—1990 — начальник Московского главного территориального управления Госснаба СССР.
Делегат XXV, XXVI и XXVII съездов КПСС.
Жил в Москве.

## Награды
- Орден Ленина
- Орден Трудового Красного Знамени
- Орден Знак Почёта